# Christina Ehlers
Christina „Christl“ Ehlers (* 10. März 1911 in Berlin; † 2. Februar 1960 in Reserve, New Mexico) war eine deutsche Schauspielerin.

## Leben
Ehlers wurde als zweite Tochter der Cembalistin Alice Ehlers und des Bildhauers Alfred Ehlers in Berlin geboren. Sie spielte eine Hauptrolle in dem Märchenfilm Frau Holle. 1930 wirkte sie in dem Film Menschen am Sonntag mit, der halbdokumentarisch das Leben junger Menschen in Berlin Ende der 1920er Jahre schildert. Als Halbjüdin verließ sie Deutschland 1933 nach der Machtergreifung Hitlers, zuerst mit ihrem Vater nach Mallorca, 1936 nach England, danach zu ihrer Mutter in die USA, während der Vater in England blieb, da er aufgrund einer Lungenkrankheit keine Aufnahme in die USA erhielt. Dieser, im Gegensatz zu seiner Ehefrau nicht jüdisch, war 1933 vor dem Nationalsozialismus nach Mallorca geflüchtet, mit dem letztlich erfolglosen Plan, eine sichere Künstlerkolonie für jüdische Künstler aufzubauen. 1955 starb er in London.
Ehlers war dreimal verheiratet:
- ⚭ 14. Dezember 1935 Rolf Bruno Sklarek (* 17. August 1906 Berlin; † 29. Februar 1984, Los Angeles), Architekt, Scheidung 1941 oder früher
- ⚭ 5. November 1941 Chapman Wentworth (* 21. Dezember 1918 Newton; † 21. Dezember 1993 San Francisco), Scheidung 1950,
- ⚭ 7. Februar 1951 Hampden Wentworth (Bruder von Chapman Wentworth, * 1921 Boston; † 2. Februar 1960 in New Mexico), Flugzeugfabrikant.

1960 kam sie bei einem Flugzeugabsturz ums Leben.
Sie hinterließ fünf Kinder:
- Peter Douglas Fester Wentworth, * 4. Nov. 1934 in Palma
- Francesca Wentworth, * 1948
- Christopher Wentworth, * 1949
- Straff Wentworth, * 1952
- David Wentworth, * 1956